# HyperThreading

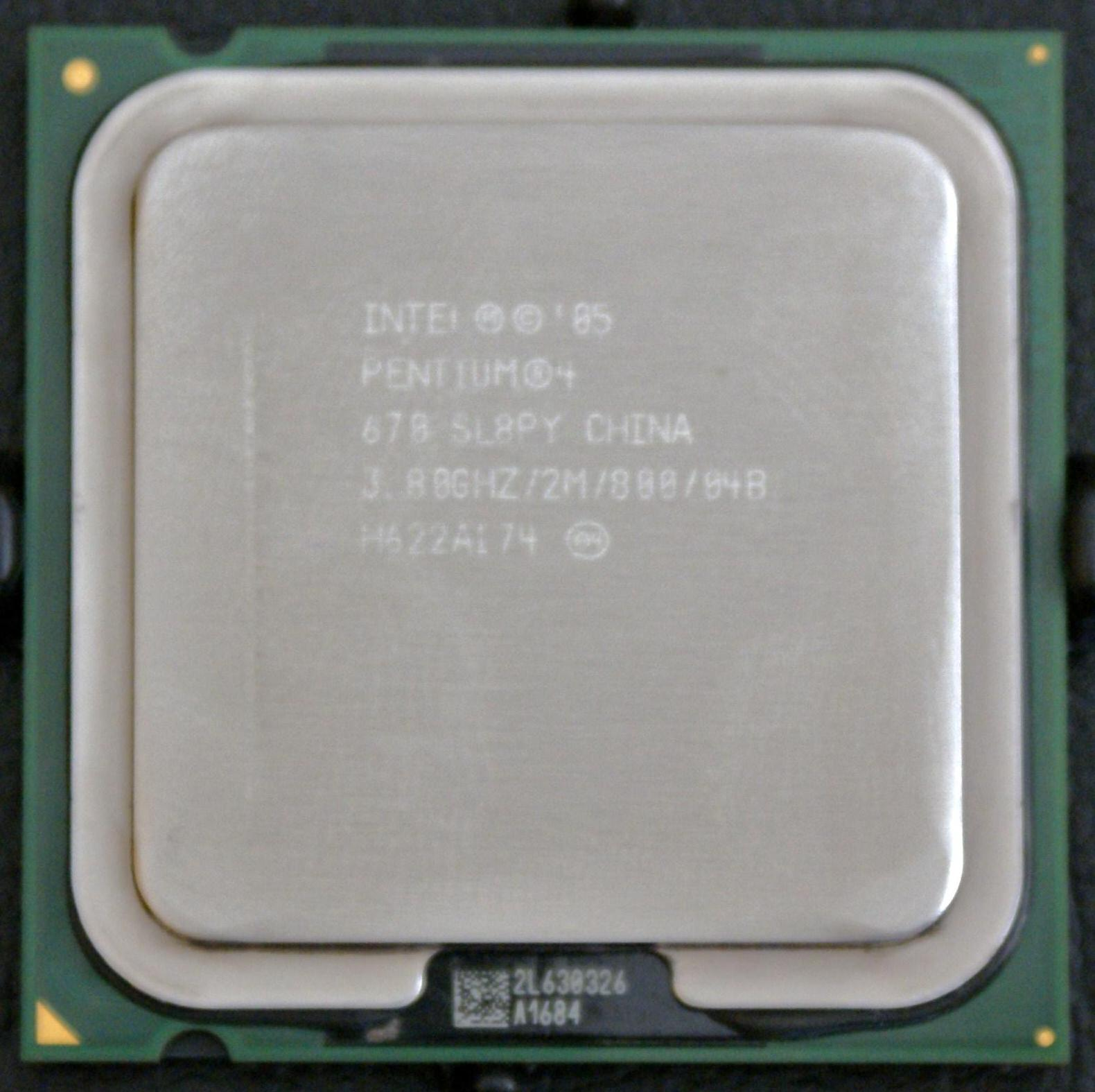
Pentium 4 3.80 GHz amb tecnologia "Hyper-Threading".

HyperThreading és una marca registrada de l'empresa Intel per anomenar la seva implementació de la tecnologia Multithreading Simultani també conegut com a SMT. Permet als programes preparats per a executar més d'un fils (multi-threaded) processar en paral·lel dins d'un únic processador, incrementant l'ús de les unitats d'execució del processador. Aquesta tecnologia consisteix a simular dos processadors lògics dins d'un únic processador físic. El resultat és una millora en el rendiment del processador, ja que al simular dos processadors es poden aprofitar millor les unitats de càlcul mantenint ocupades durant un percentatge més gran de temps. Això comporta una millora en la velocitat de les aplicacions que segons Intel és aproximadament d'un 30 per cent. Hyperthreading simula de cara als programes que hi ha dos microprocessadors. El sistema operatiu ha de suportar aquesta tecnologia. Les versions de Windows superiors a Windows 2000 o les de Linux amb nuclis SMP) poden fer servir aquesta tecnologia. Aquesta tecnologia és invisible per al sistema operatiu i els programes. Tot el que cal per aprofitar Hyper-Threading és multiprocès simètric (SMP) en suport del sistema operatiu, com processadors lògics apareixen com processadors separats.